# Brasilis Futebol Clube
El Brasilis Futebol Clube es un club de fútbol brasilero de la ciudad de Águas de Lindóia. Fue fundado en 2007 y juega en la Serie B del Campeonato Paulista.